# York (Maine)
Pour les articles homonymes, voir York (homonymie).
York est une ville américaine située dans le comté de York, dans l’État du Maine. Fondée en 1652, elle est la seconde ville du Maine par l'ancienneté (la première étant Kittery).

## Personnalités
- Daniel Merriam (1963-), artiste peintre y est né
- Duncan Robinson (1994-), joueur de basket-ball en NBA y est né